# 補習
| ウィキペディアには「補習」という見出しの百科事典記事はありません（タイトルに「補習」を含むページの一覧/「補習」で始まるページの一覧）。 代わりにウィクショナリーのページ「補習」が役に立つかもしれません。 |